# 1937-es magyar birkózóbajnokság
Az 1937-es magyar birkózóbajnokság a harmincegyedik magyar bajnokság volt. A kötöttfogású bajnokságot december 5-én rendezték meg Budapesten, az NTE tornacsarnokában, a szabadfogású bajnokságot pedig október 10-én Budapesten, a Fővárosi Nagycirkuszban.

## Eredmények

### Férfi kötöttfogás
| Versenyszám  | Arany                          | Arany | Ezüst                        | Ezüst | Bronz                       | Bronz |
| ------------ | ------------------------------ | ----- | ---------------------------- | ----- | --------------------------- | ----- |
| Légsúly      | Imrei Károly Újpesti TE        |       | Gyarmati Pál Testvériség SE  |       | Bus Lajos Újpesti TE        |       |
| Pehelysúly   | Fecske Béla Munkás TE          |       | Szendy József BVSC           |       | Farkas BVSC                 |       |
| Könnyűsúly   | Fábián Pál BVSC                |       | Biczó Géza Törekvés SE       |       | Pintér István BVSC          |       |
| Váltósúly    | Hunyadvári László Ceglédi MOVE |       | Sóvári Kálmán Húsos SC       |       | Próka Gyula Újpesti TE      |       |
| Középsúly    | Riheczky János MÁVAG SK        |       | Finyák Sándor Győri AC       |       | Kitka Endre BVSC            |       |
| Félnehézsúly | Palotás József BVSC            |       | Tarányi József Debreceni VSC |       | Baranyai László Törekvés SE |       |
| Nehézsúly    | Rapp Gyula Törekvés SE         |       | Vitális Sándor BSzKRt SE     |       | Száraz György Ceglédi MOVE  |       |

### Férfi szabadfogás
| Versenyszám  | Arany                    | Arany | Ezüst                          | Ezüst | Bronz                       | Bronz |
| ------------ | ------------------------ | ----- | ------------------------------ | ----- | --------------------------- | ----- |
| Légsúly      | Tóth István Újpesti TE   |       | Aranyi Lajos Munkás TE         |       | Szőke Ferenc BVSC           |       |
| Pehelysúly   | Tóth Ferenc Újpesti TE   |       | Fecske Béla Munkás TE          |       | Gyarmati Pál Testvériség SE |       |
| Könnyűsúly   | Ferencz Károly BSzKRt SE |       | Tóth Miklós BSzKRt SE          |       | Vizi István Vasas SC        |       |
| Váltósúly    | Kálmán József Újpesti TE |       | Hunyadvári László Ceglédi MOVE |       | Káli Béla MÁVAG SK          |       |
| Középsúly    | Sóvári Kálmán Húsos SC   |       | Finyák Sándor Győri AC         |       | Kovács Gyula BVSC           |       |
| Félnehézsúly | Riheczky János MÁVAG SK  |       | Tarányi József Debreceni VSC   |       | dr. Bánki József BVSC       |       |
| Nehézsúly    | Bóbis Gyula BVSC         |       | Gáspár Elemér MAC              |       | Tóth István Alba Regia AK   |       |

Megjegyzés: A Nemzeti Sport szerint könnyűsúlyban Szentesi Ottó (ARAK) a harmadik.